# Vannina Maestri
 (mars 2025).
Si vous disposez d'ouvrages ou d'articles de référence ou si vous connaissez des sites web de qualité traitant du thème abordé ici, merci de compléter l'article en donnant les références utiles à sa vérifiabilité et en les liant à la section « Notes et références ».
Vannina Maestri, née le 29 juin 1956 est une poétesse française qui vit à Paris.

## Biographie
Elle a codirigé avec Jean-Michel Espitallier et Jacques Sivan la revue Java de 1989 à 2005. Elle collabore aussi à diverses revues françaises et étrangères (Revue de Littérature Générale, Yang, Quaderno, Prospectus, Nioques, Action poétique, Tija, Cambridge conference of contemporary poetry, The Germ, etc.).
Une architecture du monde tout en effondrement dans sa stabilité, en continu dans le discontinu. Constructions, montages d'énoncés qui sitôt tenus s'effondrent sur eux-mêmes. (Hortense Gauthier). Son travail n'est pas seulement à l'écrit, au sens où elle prête une importance réelle à la lecture. C'est ainsi qu'elle participe à des lectures publiques à New York, Rome, Cambridge, Bruxelles, Namur, Aix-en-Provence, Nice (Villa Arson), Lyon, Montpellier, Besançon, Nantes, Paris (Maison des écrivains, Centre G. Pompidou...) etc.; et à des émissions ou à des créations radiophoniques.

## Œuvres
- Ouvriers vivants, éditions Al Dante, 1999 (ouvrage collectif)
- Débris d’endroits, éditions l’Atelier de l’Agneau, coll. Architextes, 1999
- Pièces détachées : une anthologie de la poésie française d’aujourd’hui, éditions Pocket, coll. Poésie, 2000
- Avez-vous rencontré quelqu’un en descendant l’escalier, éditions Derrière la salle de bains, 2001
- Vie et aventures de Norton ou Ce qui est visible à l’œil nu, éditions Al Dante, collection Niok, 2002
- Poézie 2000, Revue Tija (C.D.)
- Anthologie 2002, éditions Son@rt (C.D.)
- Poésie ? Détours (collectif) Ed. Textuel, 2004
- Mobiles, éd. Al Dante, 2005.
- Famille d’accueil in Vox Hotel (collectif), éditions Néant, 2006.
- Il ne faut plus s’énerver, éditions Dernier Télégramme, 2008
- Black blocs, éditions Derrière la salle de bains, 2009.
- incidences.info? éditions INCIDENCES DVD #17 « ça va ? » collection de vidéopoésie « Le point sur le i » (Marseille) 2009
- "Mobiles 2", éditions Al Dante, 2010.

Anthologies, ouvrages collectifs
- Pièces détachées - Une anthologie de la poésie française aujourd'hui, Jean-Michel Espitallier, éd. Pocket, 2000.
- Ecrivains en séries, Emmanuel Rabu éditions Léo Scheer, 2009.
- Calligrammes & compagnie, et cetera... Des futuristes à nos jours, une exposition de papier, éd. Al Dante, 2010.
- Poésure et sculptrie, dir. Laurent Prexl, éditions Al Dante, 2010.
- Poezia totale 1960-2010, France, éd. Fondazione Sarenco, 2015.